# Amethysphaerion falsus
Amethysphaerion falsus là một loài bọ cánh cứng trong họ Cerambycidae.